# Philadelfia soul
Philadelfia soul (também Philly soul, Philly sound, Philadelphia sound, Phillysound ou TSOP [The Sound of Philadelphia]) é um gênero da música soul do final dos anos 1960-1970, caracterizado por influências funk, arranjos, instrumentais exuberantes, muitas vezes apresentando  cordas arrebatadoras e sopro penetrantes. 
O gênero lançou as bases para a discoteca ao fundir as seções rítmicas de R&B da década de 1960 com a tradição vocal pop e apresentando uma influência ligeiramente mais pronunciada do jazz em suas estruturas melódicas e arranjos.  Fred Wesley, o trombonista da banda de James Brown e do Parliament-Funkadelic, descreveu o som característico, profundo, mas orquestrado, como "colocar a gravata borboleta no funk".
Seus arranjos de metais podem ser reconhecidos em gravações de bandas como MFSB, Harold Melvin & The Blue Notes, The O' Jays,The Stylistics ou The Spinners, e de músicos como Billy Paul (e suas gravações mais conhecidas: "Your Song" (de Elton John, de 1972, e "Only The Strong Survive", de 1977). A "mão" dos compositores Kenneth Gamble e Leon Huff está bem presente no "Philly Sound". Também, o produtor, arranjador e compositor Thom Bell teve participação crucial neste movimento. Ele e a letrista Linda Wake Creed compuseram várias canções que tornaram muito popular o "Philly Sound" nos EUA e ao redor do mundo.

## Principais artistas
- Jean Carn
- The Delfonics
- The Intruders
- The Jones Girls
- First Choice
- Patti LaBelle
- Loleatta Holloway
- Harold Melvin & The Blue Notes
- MFSB
- McFadden & Whitehead
- The O'Jays
- Billy Paul
- Sal Soul Orchestra
- Teddy Pendergrass
- The Spinners
- The Stylistics
- The Three Degrees
- The Trammps
- Blue Magic
- The Soul Survivors